# Yūsuke Okada
Yūsuke Okada (岡田優介?, Okada Yūsuke; Shinjuku, 17 settembre 1984) è un cestista giapponese.

## Carriera
Con il Giappone ha disputato i Campionati asiatici del 2009.